# 리본 (가정교사 히트맨 REBORN!)
리본(リボーン)는 가정교사 히트맨 REBORN!의 등장인물이다.
```
프로필 
```

- 성별:남자
- 이름:리본
- 직업:가정교사
- 신장: 40
- 체중: 3.7
- 생일: 10월 13일
- 속성: 태양(아르꼬발레노)
- 음식:에스프레소 커피
- 성우: 한국인 김시영 감승준

## 개요
리본은 히트맨 겸 주인공인 츠나의 가정교사이다. 검은색의 정장의 마피아 복장을 입고 다니며, 모자에는 그의 파트너 레온(카멜레온)을 데리고 다닌다. 일반인들에게는 상냥한 반면에 패밀리 관계자나 츠나에게는 얼핏보면 장난스러우면서도 엄격하다. 애인은 최소 4명은 있다고 한다. 그 중 비앙키가 4번째이다. 전투시에는 일반적으로 자신이 나서서 싸우지 않고 츠나에게 필살탄이나 잔소리탄을 쏘아서 싸우게 한다. 만화책에서 사용하는 애총은 체코제 CZ75의 1ST로, 애니메이션에서는 등장하지 않고 레온을 총으로 변형시킨다. 그의 실체는 아르꼬발레노로서 '보린'이라는 가명을 써서 천재수학자로 활약하거나 8년전에는 디노를 가르쳤던 적이 있는 등 미스테리한 면이 강하며, 스스로의 전투 능력도 최상위 급으로서 로쿠도 무크로가 전력으로 공격해온 것을 “훗 오랜만에 느끼는 실전의 공기다"라고 하면서 여유만만하게 피하거나 야마모토 타케시가 시구레창연류를 익히고 나서 전력으로 덤벼도 제대로 일격을 먹이지 못할 정도이다. 이러한 전투 능력을 보유하고 있음에도 불구하고 가정교사라는 입장 때문에 스스로 싸우거나 하지는 않으며 왠지 실전에 나서려고 해도 이런저런 사정상 참전을 하지 않는다. 히바리 쿄야의 일격도 가볍게 받아내거나 지지 않는다. 소유하고 있는 쪽쪽이는 태양의 쪽쪽이다. 10년 후의 세계에선 논 트리네셋테로 인해 죽었다고 한다. 저주가 풀린 모습의 리본은 구레나룻이 없다. 츠나에게 있어서 정말로 정신적으로 큰 스승이기도 하며, 서로의 신뢰관계가 대단하다. 뱌쿠란에게 밀리고 있었던 사와다 츠나요시를 믿고 있으며 뱌쿠란에게 너를 쓰러뜨리는 건 츠나라고 말한다.